# Blandine Savetier
Blandine Savetier est une metteuse en scène française, née le 19 mai 1969 à Melle (Deux-Sèvres).

## Biographie
Née le 19 mai 1969 dans une petite ville des Deux-Sèvres, elle séjourne en France et en Belgique, mais aussi en Afrique, en Russie, aux Etats-Unis et en Asie centrale. Après un baccalauréat, elle entreprend un voyage en solitaire en Afrique de l’Ouest, pendant deux ans, puis reprend des études à New York, à San Francisco, à Bruxelles pour finalement obtenir une maîtrise arts du spectacle  à l'Université Paris VIII.
Après avoir débuté comme actrice, elle suit les masters classes d’Anatoli Vassiliev à Moscou et à Paris, ainsi qu’au Guitis, intègre l’Unité nomade de formation à la mise en scène du Conservatoire national supérieur d'art dramatique. Elle travaille avec Krystian Lupa, André Engel et Bob Wilson, intervient comme interprète et comme collaboratrice artistique, notamment de Stanislas Nordey.
Après une première mise en scène effectuée en 2002, elle fonde la compagnie Longtemps je me suis couché de bonne heure en 2004. Elle met en scène une quinzaine de pièces de 2004 à 2017. Depuis septembre 2014, elle est artiste associée au Théâtre National de Strasbourg, dirigé par Stanislas Nordey. Elle intervient régulièrement dans les écoles nationales de théâtre (Théâtre National de Bretagne, l'Académie de l'Union, le Théâtre National de Strasbourg).

## Principales mises en scène
- Stabat Mater Furiosa de Jean Pierre Siméon, en mars 2002 au Théâtre Océan Nord à Bruxelles – Théâtre de Beyrouth[4].
- L’assassin sans scrupules Hasse Karlsson dévoile la terrible vérité… de Henning Mankell, en mars 2005 au Temple à Bruay-la-Buissière et Comédie de Béthune[5].
- Le Président de Thomas Bernhard, en février 2007 à la Comédie de Béthune et Théâtre national de La Colline[6] (prix du syndicat de la critique de la meilleure actrice à Dominique Valadié).
- La petite pièce en haut de l’escalier de Carole Fréchette en novembre 2008 au Théâtre national de Bretagne - Théâtre du Rond-Point à Paris[2].
- Oh les beaux jours de Samuel Beckett, en janvier 2011 à la Comédie de Béthune - Théâtre de la Commune d’Aubervilliers[7].
- La vie dans les plis d’Henri Michaux, spectacle théâtral et musical co-mis en scène avec Thierry Roisin en octobre 2011 à la Comédie de Béthune, puis Théâtre Nanterre-Amandiers.
- Love and Money de Denis Kelly, en janvier 2014 au Théâtre national de Strasbourg - Théâtre du Rond-Point – Paris.
- Neige Adaptation théâtrale du roman Neige d’Orhan Pamuk, en février 2017 au Théâtre national de Strasbourg. Théâtre des Quartiers d’Ivry – Manufacture des Œillets, Théâtre de la Criée à Marseille[8],[9]. Tournée en Chine[10] et traduction en anglais primée au "Second Columbia University School of the Arts International Play Reading Festival" [11] à New-York.
- L'Odyssée Adaptation théâtrale en 13 épisodes de L'Odyssée d'Homère, en juillet 2019 au Festival d'Avignon[12], MUCEM à Marseille, Théâtre national de Strasbourg, Grande Halle de la Villette.